# 韋伊卡角
64°10′35″S 61°40′45″W / 64.17639°S 61.67917°W

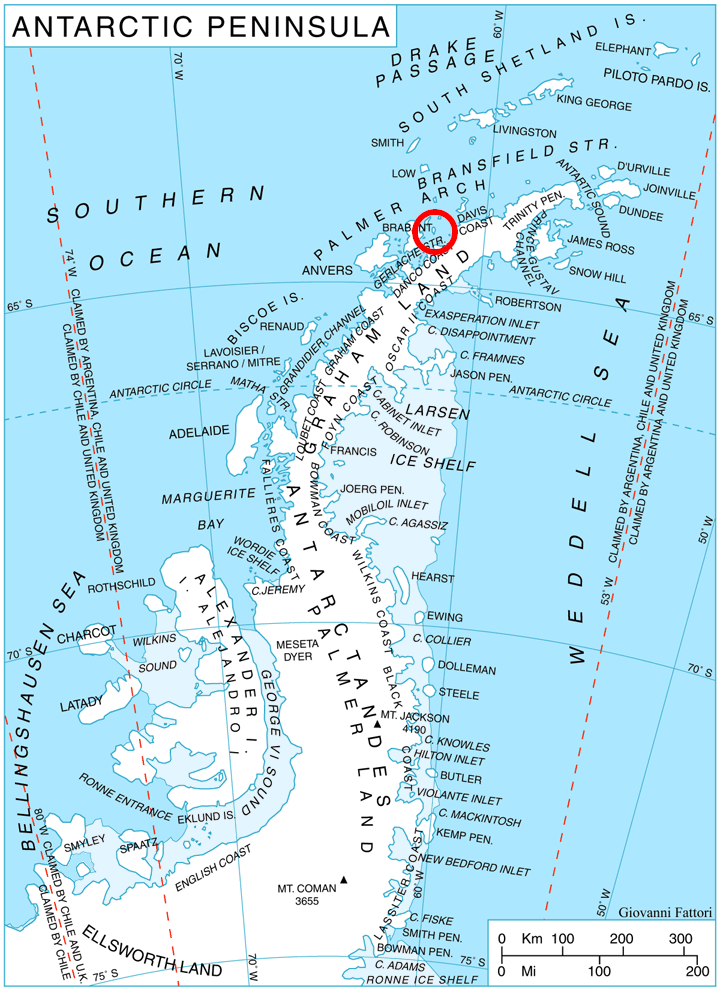

韋伊卡角（英語：Veyka Point）是南極洲的海岬，位於帕默群島的圖哈默克島南端，是萊蘇拉灣入口處東部，科巴萊斯庫島處於東南面1.2公里，以保加利亞山峰命名，現時由南極條約體系管理。